# Sándor Kocsis Peter
Sándor Kocsis Peter va ser un destacat futbolista hongarès dels anys 40 i 50.

## Biografia
Sándor Kocsis va néixer a Budapest, Hongria el 21 de setembre de 1929. Jugava de davanter, destacant com a gran golejador, i formà part del llegendari equip hongarès que meravellà als anys 50 i que restà imbatut durant 32 partits, amb companys com Nándor Hidegkuti, Ferenc Puskás, Zoltán Czibor i József Bozsik. Fou conegut com a "cap d'or" per la seva facilitat de rematar amb la testa.
A Hongria jugà pels clubs Ferencváros TC, on guanyà la seva primera lliga hongaresa el 1949, i Budapest Honvéd després de ser enrolat a l'exèrcit. Allí fou tres nous cops campió hongarès (1952, 1954 i 1955) i tres cops màxim golejador de la lliga (1951, 1952 i 1954, marcant 30, 36 i 33 gols respectivament). Amb aquest club fou dos cops bota d'or europeu els anys 1952 i 1954.
Debutà a la selecció de futbol d'Hongria l'any 1948 amb la qual jugà fins al 1956. Marcà sis gols als Jocs Olímpics de Hèlsinki on fou campió. També guanyà el Campionat d'Europa Central del 1953 i fou finalista de la Copa del Món de 1954, on fou el màxim golejador amb 11 gols. Només Just Fontaine ha marcat més gols en una única Copa del Món. En total disputà 68 partits per Hongria, on marcà l'extraordinària xifra de 75 gols, inclosos set hat tricks.
L'any 1956 esclatà la revolució hongaresa i alguns jugadors marxaren a l'Europa Occidental. Kocsis ingressà al Young Fellows Zürich abans de fitxar pel FC Barcelona, persuadit per Ladislau Kubala, juntament amb el seu company Zoltán Czibor. Al Barça formà un part del llegendari equip de finals dels 50 i principis dels 60 amb el qual guanyà el doblet (lliga i copa) el 1959 i un nou doblet (lliga i Copa de Fires) el 1960.
L'any següent va jugar com a titular la final de la Copa d'Europa de 1961, que el Barça va perdre contra el Benfica per 2 a 3 al Wankdorf Stadium de Berna, la primera final de la Copa d'Europa que jugava el Barça.
Guanyà una darrera copa el 1963. L'estiu del 1961 va jugar cedit amb el València CF amb motiu del Trofeu Taronja, que guanyà l'equip local. Va marcar gol en els dos partits que jugà com a valencianista, derrotant el Botafogo i al seu equip, el Barça.
El 1966 es retirà com a futbolista i obrí un restaurant a Barcelona anomenat Tete D'Or. També treballà com a entrenador al club i dirigí l'Hèrcules CF entre 1972 i 1974. La seva carrera com a entrenador, però, es veié estroncada quan li fou diagnosticada una leucèmia. Va morir a Barcelona el 22 de juliol de 1979 en caure (o llançar-se) del quart pis de l'hospital on estava ingressat per un càncer.

## Trajectòria esportiva
Com a jugador
- Kőbányai TC: 1943-44
- Ferencvárosi TC: 1945-50
- ÉDOSZ: 1950
- Honvéd: 1950-57
- Young Fellows Zürich: 1957-58
- FC Barcelona 1958-65, 75 partits, 42 gols

Com a entrenador
- Hèrcules CF: 1972-74

## Palmarès
- Medalla d'or als Jocs Olímpics de 1952
- 1 Campionat d'Europa Central: 1953
- Finalista de la Copa del Món de Futbol: 1954
- Lliga hongaresa de futbol (4): 1949, 1952, 1954, 1955
- Lliga espanyola de futbol (2): 1958-59, 1959-60
- Copa espanyola de futbol (2): 1958-59, 1962/63
- Copa de les Ciutats en Fires (1): 1958-60